# Língua caiapó
Caiapó ou mebengocre (em caiapó: mebêngôkre, os homens do buraco/lugar d'água) é a língua falada pelos caiapós e caiapós-xicrins. No entanto, apesar de falarem a mesma língua, são inimigos tradicionais. Além disso, é possível ressaltar também que ambos os povos autodenominam-se mebengocre.

## Características gerais

#### Número de falantes e situação da língua
Segundo o Censo Demográfico da População Indígena de 2010, há aproximadamente mais de 10350 membros da comunidade mebengocre na atualidade. No entanto, apenas 5520 desses são falantes. Mas, mesmo assim, a língua encontra-se ativa e preservada pelos povos (segundo classificação da UNESCO).

#### Região em que é falada
Os xicrins habita duas áreas não contíguas entre os rios Xingu e Tocantins, na área centro-leste do estado do Pará. Eles estão situados nas Terras Indígenas (TIs) Cateté (Parauapebas) e Bacajá (José Porfírio).
Os caiapós habitam uma grande área no sul do Pará e norte do Mato Grosso, e uma pequena área no baixo curso do rio Xingu, um pouco acima de Altamira. Está situado na região do planalto do Brasil Central com áreas de altitude máxima de 400 metros.

#### Família pertencente
O mebengocre é pertencente à família linguística Jê, do tronco Macro-Jê e presente no ramo Jê Setentrional (o que a torna muito semelhante às seguintes línguas: Apinajé, Suiá, Panará e Timbira).

## Inventário fonético

#### Consoante
| Ponto de articulação → | Labial   | Coronal | Coronal  | Coronal         | Coronal    | Dorsal  | Dorsal | Glotal |
| Ponto de articulação → | Bilabial | Dental  | Alveolar | Palato-alveolar | Retroflexa | Palatal | Velar  | Glotal |
| Modo de articulação ↓  | Bilabial | Dental  | Alveolar | Palato-alveolar | Retroflexa | Palatal | Velar  | Glotal |
| ---------------------- | -------- | ------- | -------- | --------------- | ---------- | ------- | ------ | ------ |
| Nasal                  | m        |         | n        |                 |            | ɲ       | ŋ      |        |
| Oclusiva               | p b      |         | t d      |                 |            |         | k ɡ    | ʔ      |
| Aproximante            |          |         |          |                 |            | j       |        |        |
| Africada               |          |         |          | t͡ʃ d͡ʒ           |            |         |        |        |
| Vibrante múltipla      |          | r       | r        | r               |            |         |        |        |

#### Vogais
|             | anterior | central | posterior |
| ----------- | -------- | ------- | --------- |
| fechada     | i        |         | ɯ u       |
| semifechada | e        |         | ɤ o       |
| semiaberta  |          |         | ʌ ɔ       |
| aberta      | a        |         |           |

A tonicidade ocorre, na grande maioria dos casos, na última sílaba da palavra.

## Alfabeto
O alfabeto mebengocre apresenta algumas diferenças quando relacionado ao alfabeto latino. Isto é, há adição e supressão de alguns símbolos.
Há a adição dos seguintes símbolos para consoantes: ‘ (ʔ), dj (d͡ʒ), nh (ɲ) e ng (ɳ). E, para vogais: ê (e), ô (o), ỳ (ɩ̈ ou ə̈ɤ), à (ɛ̈ʌ), ĩ (ĩ), ẽ (ẽ), ã (ã), õ (õ), ũ (ũ), ỹ (ũ ou ə̈ɯ) e ã (ɛ̈ʌ).
Há a supressão dos seguintes símbolos: f, s, z, d e v.

## Gramática

### Nome

#### Pronomes pessoais
Os pronomes pessoais, em mebengocre, variam referente ao sistema verbal em que a frase foi construída. Além disso, a depender do caso, podem apresentar-se como um elemento independente (nominativo e ergativo) ou um prefixo do verbo (absolutivo e acusativo).
|                     | Nominativo | Ergativo  | Absolutivo | Acusativo |
| ------------------- | ---------- | --------- | ---------- | --------- |
| 1ª Pessoa Inclusiva | ba         | ije       | i-         | i-        |
| 1ª Pessoa Exclusiva | gu         | (gu) baje | (gu) ba-   | (gu) ba-  |
| 2ª Pessoa           | ga         | aje       | a-         | a-        |
| 3ª Pessoa           | ta/Ø       | kute      | Ø          | ku-       |

A diferença entre inclusividade e exclusividade se dá através da inclusão ou não do ouvinte, respectivamente. O plural é feito com os pronomes livres mẽ ou ar (respectivamente, inclusivo e exclusivo).
O pronome gu carrega a ideia de exclusividade, mas seu uso, quando entre parênteses, é opcional.

#### Gêneros
O gênero do falante pode ser deduzido na fala, uma vez que, por seguir a tradição de línguas da família Jê, o mebengocre suprime alguns fones quando ditos por pessoas do sexo masculino. No entanto, essa distinção opera apenas em um grupo específico de palavras.
O gênero do receptor não é possível de ser depreendido.

#### Relações de posse
Em caiapó, as relações de posse ocorrem de duas maneiras, referindo-se a relação de existência do nome. Em ambas, a ordem da frase é sempre possuidor seguido de prefixo relacional + possuído.

##### 1. Quando o núcleo possuído é um nome inalienável
O núcleo é inalienável quando ele só existe quando em relação a algum outro ser (Ex: partes do corpo humano).
Assim sendo, nessa condição, o prefixo relacional de posse varia sua ocorrência a partir da primeira letra do nome ao qual ele se junta. A distribuição das formas segue da seguinte forma: {0-} (ausência de prefixo) ocorre diante de pronomes; {y-} diante de vogais orais; {ñ-} diante de vogais nasais; {n-} diante de vogal alta anterior (/i/) e {j-} diante de vogal alta posterior (/u/).
Exemplos:
i pa (meu braço)
yaikwa (minha boca)
i ñõto (minha língua)
i nikra (minha mão)
i jua (meu dente)
Além disso, a relação de posse com núcleo dependente, quando desprovida de contexto ou relação direta com outro elemento da frase, pode ser ambígua, uma vez que tem a mesma construção das orações essivas. Isto é, por exemplo, a frase “eu tenho um filho” e “meu filho” são representadas igualmente por “ikra”.

##### 2. Quando o núcleo possuído é um nome alienável
O núcleo é um nome alienável quando ele existe independente da existência de outro ser (Ex: objetos).
Nesse caso há apenas uma forma prefixal possível, {y-}, junto de um morfema genérico de posse {õ-}. Como na maioria das vezes a terceira pessoa em mebengocre é expressa através do {0-}, há apenas a presença do morfema genérico de posse.
Exemplos:
i yõ kikre (minha casa)
memi yõ kikre (casa do homem)
õ kikre (casa dele)

### Verbo

#### Tempo, aspecto e modo
O tempo verba é realizado alheio ao verbo no início da frase, isto é, há um elemento não ligado ao radical do verbo na frase que indica se é um acontecimento presente ou futuro próximo (nãm), futuro (dja) ou um acontecimento não futuro (nẽ).
O Aspecto é feito através de um conjunto de posposições pós-verbais. Como, por exemplo, a partícula ýrý que revela prospecção na frase.
O Modo é realizado através de uma série de partículas. Como forma de exemplo, podem ser citadas: ràn (condicional); gop (imperativo) e ge (subjuntivo)

#### Ordem da frase
Em mebengocre, as frases seguem a ordem SOV, isto é, Sujeito - Objeto - Verbo. Além disso, vale ressaltar que esta língua apresenta o chamado sistema cindido, ou seja, apresenta traços de ergatividade e acusatividade os quais podem ser diferidos pela natureza semântica dos elementos presentes na frase.

#### Derivação no verbo
A forma verbal varia quando o verbo está ou não em sua forma finita. Seguem exemplos na tabela:
| Forma Finita | Forma não finita | Tradução    |
| ------------ | ---------------- | ----------- |
| kubĩ         | bĩn              | matar       |
| kukrē        | krēn             | comer       |
| kuma         | mari             | ouvir       |
| omũ          | omũnh            | ver         |
| to           | toro             | dançar/voar |
| dja          | ãm               | estar em pé |
| re           | rere             | nadar       |

## Vocabulário
Mẽprĩre kute Mẽbêngôkre kabẽn mari kadjy ’ã pi’ôk nẽ ja (Livro de Alfabetização na Língua Mebengokre)

## Uso na mídia
A língua foi objeto de problema da Olimpíada Brasileira de Linguística, na prova da Escola de Linguística de Outono do ano de 2018, edição Mărgele.